# Jan Wilhelm
Jan Wilhelm (* 4. Dezember 1942 in Danzig; † 3. April 2025) war ein deutscher Jurist und Professor an der Universität Passau.

## Leben
Wilhelm legte 1961 das Abitur am Wilhelm-Dörpfeld-Gymnasium in Wuppertal-Elberfeld ab. Anschließend nahm er ein Studium der Rechtswissenschaft an der Universität Bonn auf, das er 1965 mit der Ersten Juristischen Staatsprüfung abschloss. Im gleichen Jahr wurde er wissenschaftlicher Mitarbeiter an der Universität Bonn bei Werner Flume. Nachdem Wilhelm 1971 die Zweite Juristische Staatsprüfung am Oberlandesgericht Düsseldorf bestanden hatte, wurde er 1973 mit der Dissertation Rechtsverletzung und Vermögensentscheidung als Grundlagen und Grenzen des Anspruchs aus ungerechtfertigter Bereicherung in Bonn zum Dr. iur. promoviert. Im Mai 1979 habilitierte er sich zum Thema Rechtsform und Haftung bei der juristischen Person.
Vom 1. August 1980 bis 31. März 2010 war Wilhelm Inhaber des Lehrstuhls für Bürgerliches Recht, Handels- und Wirtschaftsrecht II an der Universität Passau. Einen Ruf auf einen Lehrstuhl für Bürgerliches Recht und Nebengebiete an der Freien Universität Berlin lehnte er 1985 ab.
Wilhelm war verheiratet und hatte fünf Kinder.

## Veröffentlichungen (Auswahl)
- Rechtsverletzung und Vermögensentscheidung als Grundlagen und Grenzen des Anspruchs aus ungerechtfertigter Bereicherung. Röhrscheid, Bonn 1973. ISBN 3-7928-0340-2.
- Rechtsform und Haftung bei der juristischen Person. C. Heymanns, Köln/Berlin/Bonn/München 1981. ISBN 3-452-18944-9.
- Kapitalgesellschaftsrecht. 4. Auflage, De Gruyter Recht, Berlin 2018. ISBN 978-3-11-059578-9.
- Sachenrecht. 6. Auflage, De Gruyter Recht, Berlin 2019. ISBN 978-3-11-059639-7.